# Sint-Theresia van het Kind Jezuskerk (Moerstraten)
De Sint-Theresia van het Kind Jezuskerk is de voormalige parochiekerk van de tot de Noord-Brabantse gemeente Roosendaal behorende plaats Moerstraten. Het gebouw is gelegen aan de Moerstraatseweg 85.

## Geschiedenis
Moerstraten lag op het gebied van drie parochies. Het werd in 1925 een zelfstandige parochie waarvoor in 1927 deze parochiekerk werd gebouwd, ontworpen door Jacques van Groenendael. 
De kerk werd in 2014 onttrokken aan de eredienst en er werden woningen in gebouwd.

## Gebouw
Het is een bakstenen laat-neogotische kerk met voorgebouwde toren die geflankeerd wordt door twee kapellen. Het koor is vijfzijdig afgesloten.